# No Woman, No Cry
〈No Woman, No Cry〉는 밥 말리 & 더 웨일러스의 레게 노래다. 이 곡은 1974년 스튜디오 음반 《Natty Dread》에서 처음 알려지게 되었다. 이 스튜디오 버전은 드럼 머신을 사용했다. 1975년 음반 《Live!》의 라이브 버전은 싱글로 발매되었고 가장 잘 알려진 버전이다. 이 버전은 《Legend》라는 컴필레이션 음반에 포함되었고, 1975년 7월 17일 그의 Natty Dread Tour의 일환으로 런던의 라이시엄 극장에서 녹음되었다.
이 곡의 라이브 버전은 《롤링 스톤》의 역사상 가장 위대한 노래 500곡 중 37위에 올랐다.

## 1974년 스튜디오 녹음
《Natty Dread》에서 장 루셀은 이 녹음을 위한 배열과 해먼드 오르간 부분을 제공했다.